# Houssayanthus
Houssayanthus es un género con cinco especies de plantas de flores perteneciente a la familia Sapindaceae. 

## Especies seleccionadas
- Houssayanthus fiebrigii
- Houssayanthus incanus
- Houssayanthus macrolophus
- Houssayanthus monogynus
- Houssayanthus sparrei